# Lišov
Lišov é uma cidade checa localizada na região da Boêmia do Sul, distrito de České Budějovice.